# Cyrtodactylus celatus
Cyrtodactylus celatus es una especie de gecos de la familia Gekkonidae.

## Distribución geográfica
Es endémica de Timor Occidental (Indonesia).